# Charles Boyle
Pour les articles homonymes, voir Boyle.
Charles Boyle, né le 28 juillet 1674 à Chelsea (Londres, Angleterre), et décédé le 28 août 1731 à Londres, 4e comte d'Orrery, est un général d'armée, noble et écrivain anglais.

## Biographie
Il est le petit-neveu du scientifique Robert Boyle.
Il se distingue dans les armes et dans les lettres, et donne une savante édition des Lettres de Phalaris, Oxford, 1718.
C'est de son nom qu'on nomme Orrery une machine astronomique représentant le système planétaire, qui lui a été dédiée par l'inventeur, l'horloger George Graham. Charles Boyle est membre de la Royal Society le 3 avril 1706.

### Querelle à Richard Bentley
Richard Bentley publie en 1697 à la suite des Réflexions de Wotton sur l'érudition, sa Dissertation sur les Épitres de Thémistocle, de Socrate, d'Euripide, de Phalaris et sur les fables d’Ésope, ouvrages dont il conteste l'authenticité. Il s'attaque alors aux Lettres de Phalaris publiées par l'éditeur Charles Boyle qui, en 1697, avait remis en cause sa science et son caractère. Boyle publie alors Boyle contre Bentley en 1698, qui reçoit la célèbre réplique de Bentley, Bentley contre Boyle en 1699. Swift, Pope, Middleton prennent parti pour Boyle. Le débat est clos en 1704 par la publication de La bataille des livres de Swift.

## Source
Marie-Nicolas Bouillet  et Alexis Chassang (dir.), « Charles Boyle » dans Dictionnaire universel d’histoire et de géographie, 1878 (lire sur Wikisource)